# Argyria ventella
Argyria ventella là một loài bướm đêm trong họ Crambidae.